# Susanne Andreae
Susanne Andreae (* 1964 in Schramberg) ist eine deutsche Ärztin und Fachbuchautorin.

## Biografie
Andreae verbrachte ihre Kindheit und Jugendzeit in der Schwarzwaldstadt Schramberg. 1984 legte sie am Gymnasium Schramberg das Abitur ab. Anschließend studierte sie an der Albert-Ludwigs-Universität Freiburg Biologie und Geschichte, später dann Medizin an der Johannes Gutenberg-Universität Mainz und konnte dieses Studium 1993 erfolgreich mit einer Promotion abschließen.
Nach ihrer abgeschlossenen Facharztausbildung zur Allgemeinmedizinerin betraute man Andreae mit einem Lehrauftrag an der Berufsfachschule für Krankenpflege in ihrer Heimatstadt. Daneben arbeitet Susanne Andreae als Fachbuchautorin für medizinische Fachbücher. Seit 1. Januar 2006 ist sie in einer Gemeinschaftspraxis als Allgemeinmedizinerin tätig. Die Praxis ist Lehrpraxis für Allgemeinmedizin an der Universität Freiburg. 2009 wurde Susanne Andreae zur Lehrbeauftragten für Allgemeinmedizin an der Uni Freiburg ernannt. Juli 2012 wurde sie als ständige allgemeinärztliche Beisitzerin in die Gutachterkommission der KV Südbaden berufen.
Susanne Andreae ist die Schwester der ehemaligen Bundestagsabgeordneten Kerstin Andreae.

## Werke (Auswahl)
- Gesundheits- und Krankheitslehre für die Altenpflege, Thieme, Stuttgart 2011, ISBN 978-3-13-127013-9
- Altenpflege in Lernfeldern, Thieme, Stuttgart 2008, ISBN 978-3-13-145531-4
- Altenpflege professionell – Krankheitslehre. Thieme, Stuttgart 2006, ISBN 3-13-127012-8.
- Lexikon der Krankheiten und Untersuchungen. Thieme, Stuttgart 2006, ISBN 3-13-142961-5.
- Krankheitslehre für Altenpflegeberufe. Thieme, Stuttgart 2001, ISBN 3-13-127011-X.
- Krankenpflegeexamen. Krankheitslehre. Hüthig, Heidelberg 1999, ISBN 3-7785-3519-6.
- Perikarddrainage und Perikardpunktion unter echokardiographischer Kontrolle. Dissertation, Universität Mainz 1993.